# Sankt Andreas Kirke (København)
 For alternative betydninger, se Sankt Andreas Kirke. (Se også artikler, som begynder med Sankt Andreas Kirke)
Sankt Andreas Kirke ligger i København ved krydset med Gothersgade, hvor Nørre Farimagsgade bliver til Øster Farimagsgade. Kirken er nabo til Botanisk Have og det gamle Kommunehospital.
Kirken er opført ved arkitekt Martin Borch, mens hovedportalen er af billedhuggeren Anders Bundgaard. Kirkens oprindelige dekoration var udført af Johan N. Schrøder, men er malet over.

## Historie
Kirken er en af de 16, som Københavns Stiftsråd har anbefalet lukket.

## Kirkebygningen
- Set fra Nansensgade.
- Indgang.

## Interiør
- Kirkerummet set fra indgangen.
- Koret.
- Prædikestol.
- Hovedorgel.

## Gravminder
Tekst mangler, hjælp os med at skrive teksten

## Eksterne kilder og henvisninger
- Wikimedia Commons har flere filer relateret til Sankt Andreas Kirke (København)
- Sogneportalen Arkiveret 28. april 2006 hos  Wayback Machine
- Sankt Andreas Kirke Arkiveret 10. februar 2011 hos  Wayback Machine hos nordenskirker.dk
- Sankt Andreas Kirke hos KortTilKirken.dk